# 노부나가의 야망 시리즈
《노부나가의 야망》(일본어: 信長の野望 노부나가노야보[*]) 시리즈는 1983년 코에이 마이콘 시스템(일본어: 光栄マイコンシステム, 현 코에이테크모)가 발매했던 '노부나가의 야망'을 첫 번째 작품으로 발매한 일본 센고쿠 시대를 배경으로 한 역사 시뮬레이션 게임 시리즈이다. 일본 게임시장에서 역사 시뮬레이션이란 게임 장르를 확립했다. 디자이너는 시부사와 코우.

## 개요
다이묘(大名)가문의 당주가 되어 내정을 통해 자신의 나라를 풍요롭게 만들고, 군사력을 기른 뒤 다른 세력을 전쟁을 벌여 멸망시켜 전국을 통일해 난세를 끝내는 것이 최종 목표이다. 이후 시리즈에서는 전투뿐만이 아니라 외교로 타 세력을 지배하에 두어 천하를 통일하는 것도 가능하게 되었다.
이 시리즈의 특징은 작품명에 2,3,4..등의 숫자가 쓰이지 않는다는 점을 꼽을 수 있다. (이 회사의 다른 작품인 삼국지 시리즈에서는 숫자를 사용하고 있다) 또한 두 작품을 거칠 때마다 시스템을 크게 변경하는 것도 한 가지 특징이다. 홀수 작품(1, 3, 5, ...)에서 신기술이 적용된 다음에는 짝수 작품(2, 4, 6, ...)에서 이전 판인 홀수 작품의 특징을 살리면서 규모를 확대하고 다소의 조정을 하였다. (다만 10번째 작품 '창천록(蒼天録)'에서는 9번째 작품 '람세기(嵐世記)'의 신요소였던 '제세력(諸勢力)'을 물려받았지만, 다른 작품에는 없는 등 꼭 이 원칙이 지켜지는 것은 아니다.)
'노부나가'란 타이틀이 있지만, 2번째 작품 전국판(全国版)이후 오다 노부나가(織田信長) 뿐만 아니라 등장하는 모든 다이묘를 플레이어 캐릭터로써 선택가능(1번째 작품에서는 2인 플레이할 때 다케다 신겐(武田信玄)이 선택가능)하게 되었고, 또한 3번째 작품 전국군웅전(戦国群雄伝) 이후 휘하무장도 등장해 플레이어의 수완에 따라 실제 역사를 뒤엎는 것도 가능하게 되었다. 그리고 사실에 의거한 게임 전개가 이루어진다는 것을 나타내기 위해 '역사 이벤트'들이 많이 준비되었다. 4번째 작품 무장풍운록(武将風雲録)에서 공격해 들어가는 나라의 경로에 따라 고전장(古戦場)도 등장했다. 그러나 이 고전장은 엣추(鉞中)의 쿠리카라토우게(倶利伽羅峠;겐페이 시대) 나 나가토(長門)의 시모노세키(下關)(시모노세키 전쟁), 사쓰마(薩摩)의 사쿠라지마(桜島)(서남 전쟁)등 반드시 센고쿠시대의 고전장이 나오는 것은 아니다. (시코쿠(四国)는 아와(阿波)=아와지시마(淡路島), 사누키(讃岐)=쇼도섬(小豆島), 이요(伊予)=인노시마(因島)와 섬이 등장한다)
'패왕전' 이후에는 확장팩인 파워업키트가 발매되어, 같은 작품을 좀 더 즐겁게 할 수 있도록 했다.
이 시리즈에서 취급하는 것은 초기 작품에서는 타이틀과 마찬가지로 오다 노부나가가 전국 통일을 해나가는 발걸음을 쫓아 오케하자마 전투부터 혼노지의 변까지의 시기, 서력으로 말하면 16세기 중기 센고쿠시대 말기부터 아즈치모모야마 시대 초기가 무대였으나, 중기 이후 작품에서는 노부나가 사후의 시나리오 및 노부나가 가문 상속이전의 시나리오도 탑재하게 되었다. 시대 고증에 대해 이 작품은 '플레이어가 자신만의 센고쿠시대를 만든다'라고 했기 때문에 사실보다는 유저가 갖고 있는 이미지를 중요하게 생각했다. 이전, 오다와라성에 당시 덴슈카쿠(天守閣)은 없었던 사실을 통해 덴슈카쿠를 없애는 경우가 있었으나, 유저들로부터 유감스럽다는 목소리가 많았다.
또한 사실 가키자키 씨(蠣崎氏) 등과 대립한 아이누 세력은 '예민한 문제'가 있다라는 이유로 게임에서 등장하지 않는다.
'전국군웅전' 이후 무장에게는 혈연의 개념이 있어 다이묘의 후계자로는 혈연자를 선택하지 않으면 가신의 충성이 급격히 떨어지고, 모반을 일으키는 가신이 나오는 경우도 있다. 작품에서는 혈연자 이외는 후계자로 지명할 수 없어 혈연자 부재 상황에서 다이묘가 사망하면 유무를 묻지 않고 게임오버가 되는 경우도 있다(이를 대신해서 구제책으로 혼인에 의한 친족형성이 가능하도록 해 히메(姫)를 무장으로 등용시켜 '히메무장'(姫武将)이 가능하게 한 작품도 있다. 또한 컴퓨터 세력에 한정해 '원연'(遠縁;먼 친척)이란 설정의 가상무장이 가문을 계승하는 작품도 있다. 최신작 천도(天道)에서는 플레이어 세력을 포함해 랜덤으로 가상의 후계자가 등장하게 했다. 작품에서는 일부 무장에게 부친이 설정되어 있으나, 부친이 무장의 생년이전에 사망하더라도 그 무장이 등장하지 않는 일은 없다.
이 시리즈는 워 시뮬레이션 게임의 장르로 구별되지만 전술보다는 전략, 정략을 지향하는 면이 강해 실제 센고쿠 시대의 전투에 가깝게 게임을 설계가 이루어졌다.
이 시리즈는 항상 PC판이 선행된 것을 이식한 콘솔 게임판이 작성되었으나, 초기 이식에서는 하드 성능의 문제도 있어 같은 타이틀임에도 일부 무장 및 성이 삭제되는 경우도 많다. 그러나 플레이스테이션 2 이후 삭제는 거의 보이지 않고, 오히려 독자적인 요소를 추가해 PC판보다 개량된 내용을 보이는 경우가 더 많아졌다. 또 휴대전화 애플리케이션의 이식도 이루어졌다.
'열풍전'(烈風伝)이후 작품에서는 전국시대보다도 과거 일본의 무장도 등장하게 되었다. 그중 PS판 '열풍전withPK' 및 PS판 '람세기withPK'에서는 일본의 옛무장들만 아니라 삼국지 및 몽골 고원, 결국에는 유럽 등 해외의 저명한 인물이 무장으로 등장했다. 또 PS2판 '혁신withPK' 에서는 오이시 요시타카(大石良雄) 및 호리베 다케쓰네(堀部武庸) 등 아코로시(赤穂浪士) 및 사카모토 료마(坂本龍馬) 및 곤도 이사미(近藤勇) 등의 막말의 지사 등 에도 시대 중기 이후의 인물도 무장으로써 등장하게 되었다.

## 무장의 능력치, 얼굴 그래픽
무장에게 개성을 부여하는 능력치는 '전국군웅전'에서 '정치', '전투'등 4종류로 적었으나, 시리즈를 거치면서 지모(지략)가 별개로 설정되어, 병과적성 및 특기로 인해 개성이 부여하게 되었다. 작품에 의해 무장 본인의 무용과 병사의 통솔력을 별개로 평가하게 되어 그 이외의 능력치로 무장의 특징을 부여한 것도 있다. 또 각 무장에 대한 평가에서도 능력치를 통해 시대의 변천을 볼 수 있을 뿐만 아니라 대하드라마 및 소설, 만화의 주인공 아니면 그 라이벌로써 등장하기 때문에 능력치가 올라간 무장도 있다. 그리고 그 이외의 요인으로 재평가된 무장도 있다. 예를 들어 이마가와 우지자네에 관련해서 암울한 다이묘로써 정치 및 전투 등 능력치가 낮게 부여되었으나, 정치적 수완 및 당시 정세가 고려되면서 '혁신'에서는 정치만은 다소 높게 설정되었다.
또 무장의 얼굴 그래픽에 대해 초기 작품에서는 도트 수, 사용색깔 수도 적었으나, 전용 사진이 준비된 것은 다이묘와 유명 무장만 있고, 비교적 무명의 무장에 대해서는 몽타주에 의해 몇 개의 패턴에 수염을 더하거나 눈 모양을 변경하여 다른 모습을 부여했다. 시리즈를 거듭하면서 각 무장에게 정밀한 얼굴의('천하창세'이후는 바스트업도) 그래픽이 준비하게 되었다.
능력치와 마찬가지로 드라마 및 소설, 만화의 영향을 받아 그래픽의 경향이 변하는 무장도 있다. 코에이측은 '대하드라마의 배우에게 게임의 비쥬얼이 변하는가 아닌가'라는 질문에 대해 ‘유저의 이미지가 변하지 않는 한 거의 없다’라고 말했다.
초기의 경우 준비된 전용 얼굴 그래픽이 적었기 때문에 각각 특징이 매우 짙게 나왔다(전국군웅전의 호소카와 후지타카 및 휴우마 고타로의 얼굴그래픽이 매우 무섭다. 등). 중기 작품(열풍전 등)에서는 성능 향상으로 인해 정밀한 얼굴 그래픽 제작이 가능해졌으나, 그 반면 유명&무명, 유능&무능의 무장들 사이의 얼굴 그래픽의 질 차이가 크게 벌어졌다(오다 가문이 미남자로 이루어진 반면 이치죠 카네사다가 매우 동안이 경우). 그 후 2000년대에 들어서 작품은 일시 차이가 별로 없게 되었다.

## 작품 일람
| 1983 | Nobunaga no Yabō                         |
| 1984 |                                          |
| 1985 |                                          |
| 1986 | Nobunaga's Ambition                      |
| 1987 |                                          |
| 1988 | Nobunaga's Ambition II                   |
| 1989 |                                          |
| 1990 | Nobunaga's Ambition: Lord of Darkness    |
| 1991 |                                          |
| 1992 | Nobunaga no Yabō: Haōden                 |
| 1993 |                                          |
| 1994 | Nobunaga no Yabō: Tenshōki               |
| 1995 |                                          |
| 1996 |                                          |
| 1997 | Nobunaga no Yabō: Shōseiroku             |
| 1998 |                                          |
| 1999 | Nobunaga no Yabō: Reppūden               |
| 2000 |                                          |
| 2001 | Nobunaga no Yabō: Ranseiki               |
| 2002 | Nobunaga no Yabō: Sōtensoku              |
| 2003 | Nobunaga's Ambition: Rise to Power       |
| 2004 |                                          |
| 2005 | Nobunaga's Ambition: Iron Triangle       |
| 2006 |                                          |
| 2007 |                                          |
| 2008 |                                          |
| 2009 | Nobunaga no Yabō: Tendō                  |
| 2010 |                                          |
| 2011 |                                          |
| 2012 |                                          |
| 2013 | Nobunaga's Ambition: Sphere of Influence |
| 2014 |                                          |
| 2015 |                                          |
| 2016 |                                          |
| 2017 | Nobunaga's Ambition: Taishi              |

### PC용, 가정용 게임기
- 노부나가의 야망(1983년 4월 발매)
  - 기념비적인 첫작품. 서브타이틀은 없음.
- 노부나가의 야망 전국판(1986년 9월 발매)
  - 일본전국 50개국 모드 탑재. 그래픽 및 시스템도 개량되어 복잡화되었다.
- 노부나가의 야망 전국군웅전(1988년 12월 발매)
  - 삼국지 시리즈의 영향을 받아 무장이란 개념을 도입되었다. 토호쿠(東北)와 규슈(九州)지방은 삭제되었다.
- 노부나가의 야망 무장풍운록(1990년 12월 발매)
  - 다시 전국 규모로 확대. 기술과 문화, 다기(茶器)등이 도입되었다.
- 노부나가의 야망 패왕전(1992년 12월 발매)
- 노부나가의 야망 천상기(1994년 12월 발매)
  - 나라를 뺏는 전투에서 성(城)을 뺏는 전투로 변화하였다.
- 노부나가의 야망 장성록(1997년 3월 발매)
- 노부나가의 야망 열풍전(1999년 2월 발매)
  - 미니스케이프 게임으로 전환함.
- 노부나가의 야망 람세기(2001년 2월 발매)
  - 나라를 뺏는 전투로 회귀. 제세력이 도입되었다.
- 노부나가의 야망 창천록(2002년 6월 발매)
  - 성을 뺏는 전투로 회귀. 다이묘 뿐만 아니라 성주 플레이가 가능하다.
- 노부나가의 야망 천하창세(2003년 9월 12일 발매)
  - 성 아래 마을의 개발과 공성전이 일체화되었다. 내정이 풀3D화가 되었다.
- 노부나가의 야망 혁신(2005년 6월 22일 발매)
  - 내정 및 전투가 완전 리얼타임제가 되었고, 3D 1장의 맵으로 이루어졌다.
- 노부나가의 야망 천도(2009년 9월 18일 발매)
- 노부나가의 야망 창조(2013년 12월 12일 발매)
  - 내정에 주요 전작들의 턴제 방식을 도입했으며 부대 간 전투 페이즈인 회전(會戰)모드가 도입되었다.
  - 노부나가의 야망 창조 전국입지전(2016년 3월 24일 발매)
- 노부나가의 야망 대지(2017년 11월 30일 발매)
- 노부나가의 야망 신생(2022년 7월 21일 발매)
- 노부나가의 야망 리턴즈 for Windows(1995년 발매)
- 노부나가의 야망 리턴즈 For Windows95(1996년 발매)
  - 첫 작품을 베이스로 윈도 시대에 발맞춰 인터페이스를 고친 작품이다. 다이묘의 얼굴과 전략맵에 3D 그래픽을 채용했다.
  - 당시 고에이가 추진하던 사이크론(3D CG 모델링&렌더링 소프트)의 캠페인의 일환으로 삼국지 리턴즈와 함께 3D CG화 된 비슷한 제품으로 체험판이 동봉되었다고 한다. 정식 시리즈에서는 포함되지 않는다.

### 휴대용 게임기
- 게임보이
  - 노부나가의 야망 게임보이판(1990년 10월 10일 발매)
- 원더스완
  - 노부나가의 야망 for 원더스완(1999년 3월 11일 발매)
- 게임보이 컬러
  - 노부나가의 야망 게임보이판 2(1999년 4월 9일 발매)
- 게임보이 어드밴스
  - 노부나가의 야망(2001년 9월 28일 발매. 서브타이틀은 붙여지지 않았지만 무장풍운록 리메이크)
- 닌텐도 DS
  - 노부나가의 야망 DS(2006년 4월 27일 발매. 열풍전을 리메이크)
  - 노부나가의 야망 DS 2(2008년 7월 31일 발매. 무장풍운록을 리메이크)
  - 포켓몬 + 노부나가의 야망(2012년 발매)
- 플레이스테이션 포터블
  - 노부나가의 야망 천상기 PSP판 (2005년 9월 1일 발매)
  - 노부나가의 야망 장성록 PSP판 (2005년 12월 22일 발매)
  - 노부나가의 야망 열풍전 with 파워업키트 PSP판 (2006년 3월 23일 발매)

이것과는 별도로 온라인 게임으로 통신대전형 시뮬레이션 게임인 <노부나가의 야망 Internet>과 MMORPG인 <노부나가의 야망 Online>등이 있다. 또한 휴대전화를 통한 대전형 웹게임도 있다. 첫 작품과 같은 서브타이틀은 붙여지지 않았고, 게임내용은 모두 다르다.

## 같이 보기
역사 삼부작
- 삼국지 시리즈
- 푸른 늑대와 하얀 암사슴
  - 3개 작품을 합쳐 '역사 삼부작'이란 호칭이 한때 사용되기도 하였다.

관련 스탭
- 칸노 요코(菅野よう子): 천상기까지 작품의 음악을 주로 담당했다.
- 아라이 아키노(新居昭乃): 전국군웅전, 천상기의 일부 곡을 제작했다.
- 야마시타 코스케(山下康介): 장성록 이후 작품의 음악을 담당했다.
- 카와이 겐지(川井憲次): Online음악을 담당했다.
- 오우라이 노리요시(生頼範義): 전국군웅전부터 천상기까지, 거기서 파급된 이식작의 패키지 일러스트를 담당했다.
- 나가노 츠요시(長野剛): 장성록 이후 작품, 파급된 이식작의 패키지 일러스트를 담당했다.

기타 관련작품
- 태합입지전 시리즈
- 파워업 키트
- 천하통일 시리즈
- 센고쿠 시대
- 대망
- 도쿠가와 이에야스
- 삼국지 시리즈
- 이닌도 타도 노부나가
- 전국무쌍
- 전국 바사라